# MAE (漫畫家)
MAE，臺灣漫畫家、插畫家，女性。筆名是用同人誌時期的名字「前」的日文拼音得來。

## 經歷
以作品《203號室的妖怪先生》在《花漾少女漫畫月刊》2013年刊載短篇正式出道。2017年以《記憶的怪物》榮獲第8屆金漫獎之少女漫畫獎。